# Heterozyga coppatias
Espèce
Heterozyga coppatias est une espèce de lépidoptères de la famille des Oecophoridae.
On le trouve en Australie.

## Galerie

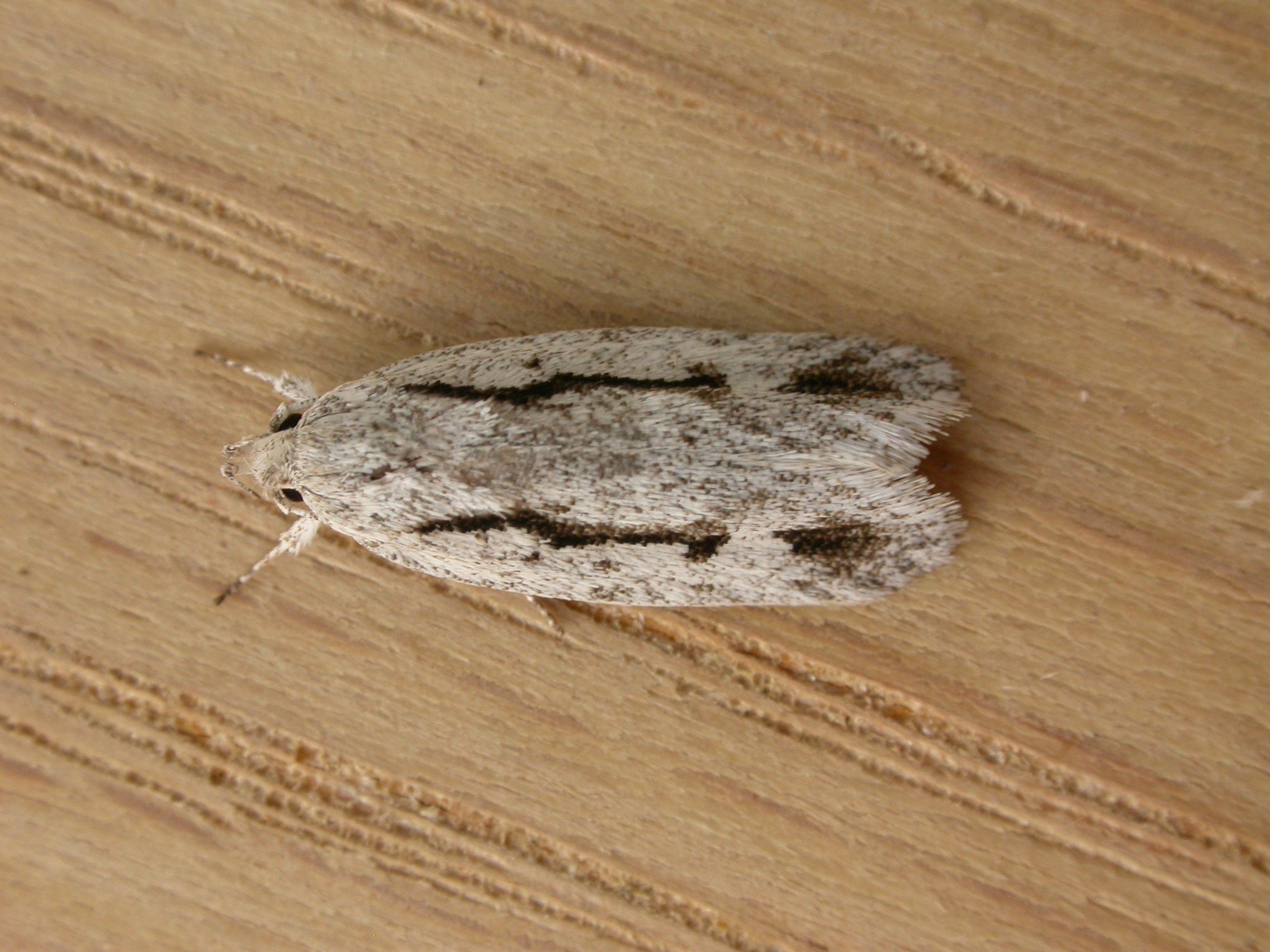